# Rastislav Káčer
Rastislav Káčer (* 9. července 1965, Nová Baňa) je slovenský diplomat, od 20. října 2020 velvyslanec Slovenské republiky (SR) v Česku a od září 2022 do května 2023 ministr zahraničních věcí a evropských záležitostí SR jako nestraník ve vládě Eduarda Hegera. Dříve působil také jako velvyslanec SR ve Spojených státech (2003–2008) a v Maďarsku (2013–2018) a dlouhodobě se podílel na úsilí o vstup SR do Severoatlantické aliance (NATO).

## Studium a chemická kariéra
Po vystudování základní školy v Žarnovici a Nitře (1971–1979) a Gymnázia Eugena Gudernu v Nitře (1979–1983; dnes Gymnázium, Golianova 68, Nitra) pracoval jako dělník v podniku Autobrzdy Jablonec n. Nisou, n. p., závod Vráble (1983–1984). Původně plánoval studium medicíny, protože i jeho otec byl lékařem, ale na lékařskou fakultu se podle vlastních slov nedostal z ideologických důvodů. V letech 1984–1989 absolvoval studium organické chemie na Chemicko-technologické fakultě Slovenské vysoké školy technické (1984–1989; dnešní Fakulta chemické a potravinářské technologie Slovenské technické univerzity v Bratislavě) a následně pracoval jako vědecký pracovník v biochemickém výzkumu ve Výzkumném ústavu živočišné výroby Nitra (1989–1991).

## Diplomatická služba a soukromý sektor
Po Sametové revoluci ho zaujala možnost studia mezinárodních vztahů, proto v letech 1991–1995 studoval na Ústavu mezinárodních vztahů Právnické fakulty Univerzity Komenského v Bratislavě. Od roku 1992 téměř nepřetržitě působí na Ministerstvu zahraničních věcí SR – v roce 1994 se stal vedoucím oddělení analýz oboru analýz a plánování, v letech 1994–1998 byl prvním tajemníkem Mise SR při NATO v Bruselu, v roce 1998 nastoupil do funkce ředitele odboru analýz a plánování a v letech 1999–2001 byl generálním ředitelem sekce mezinárodních organizací a bezpečnostní politiky. Vedle zaměstnání na resortu zahraničí od 1. února 2001 do roku 2003 vykonával funkci státního tajemníka Ministerstva obrany SR, kde se podílel na jednáních o vstupu Slovenska do NATO.
V letech 2003–2008 byl mimořádným a zplnomocněným velvyslancem SR ve Washingtonu. V letech 2008–2012 působil v soukromé konzultační společnosti FIPRA Slovakia, s.r.o. Kromě toho v tomto období zastával funkci prezidenta a předsedy správní rady Slovenské atlantické komise (2008) a post viceprezidenta mezinárodní nevládní Asociace Atlantické smlouvy v Bruselu (2007–2011). Spoluzaložil a předsedal (později už jen jako čestný předseda) občanskému sdružení GLOBSEC (2008–2020).
V letech 2013–2018 opětovně působil ve slovenské zahraniční službě jako mimořádný a zplnomocněný velvyslanec SR v Budapešti. Následně se znovu začal angažovat v soukromém sektoru, když 25. srpna 2018 založil společnost RK Strategies s.r.o (jednatelem byl do 3. listopadu 2020) a jediným společníkem (do 28. června 2022).
20. října 2020 jej prezidentka SR Zuzana Čaputová jmenovala mimořádným a zplnomocněným velvyslancem SR v Praze, přičemž následující den v Praze předal pověřovací listiny. Podle Denníku N o jeho jmenování rozhodla vláda SR v utajovaném režimu začátkem července 2020.

## Ministerská činnost
Vládní krize způsobená přetrvávajícími neshodami mezi předsedou hnutí Obyčejní lidé a nezávislé osobnosti (OLaNO), ministrem financí Igorem Matovičem a předsedou strany Svoboda a Solidarita (SaS), ministrem hospodářství Richardem Sulíkem skončila odchodem SaS z vlády. Dne 13. září 2022 prezidentka SR Zuzana Čaputová přijala demisi odcházejících ministrů, nominantů SaS, a zároveň do funkce jmenovala nové ministry navržené předsedou vlády Eduardem Hegerem (OLaNO), mimo jiné i Rastislava Káčera ministrem zahraničních věcí a evropských záležitostí SR.
S nabídkou stát se ministrem zahraničí v menšinové vládě ho jménem premiéra oslovil ministr obrany Jaroslav Naď zhruba v polovině srpna 2022, což Kačer hned přijal. Podle vlastních slov tak učinil kvůli zajištění kontinuity zahraniční politiky v otázce podpory Ukrajiny, udržení jednoty Evropské unie a řešení energetické krize. Informaci o tom, že Kačer dostal nabídku nahradit odcházejícího ministra zahraničí Ivana Korčoka medializoval Denník N již 6. září 2022.

## Politické postoje
Podstatnou část své kariéry věnoval úsilí o vstup Slovenska do NATO, proto je přirozené, že euroatlantickou integraci Slovenska pokládá za klíčovou pro normální vývoj státu. Zároveň opakovaně a otevřeně kritizoval politiku maďarského premiéra Viktora Orbána a ruského prezidenta Vladimira Putina. Odsoudil ruskou invazi na Ukrajinu (2022), kladně zhodnotil darování slovenských protiletadlových a protiraketových systémů S-300 Ukrajině a ostře zkritizoval bývalého předsedu vlády, předsedu opoziční strany SMER – sociálna demokracia Roberta Fica za šíření prokremelských názorů. Považuje za nutné udržet mezinárodní sankce vůči Rusku, dokud Rusko neopustí území Ukrajiny včetně Krymu.
Z hlediska vlastního politického přesvědčení se pokládá za liberálního konzervativce (tj. konzervativce „typu klasických evropských lidovců z EPP, tedy západoevropského konzervativního typu“ ), přirovnávaje se k mainstreamovému křídlu Křesťanskodemokratické unie Německa.
V otázce lidských práv pokládá za potřebné garantování stejných občanských práv a služeb státu pro LGBT osoby na Slovensku, přičemž do širšího mediálního povědomí se dostal, když dal v roce 2016 na zábradlí balkonu velvyslanectví v Budapešti vyvěsit duhovou vlajku jako „gesto akceptace jinakosti“. Při problematice zákonné úpravy interrupcí zastává status quo.